# Convocazioni al campionato europeo maschile under 18 di pallavolo 2020
Elenco dei giocatori convocati per il campionato europeo under 18 2020.

## Belgio
| N° | Nome              | Ruolo | Data di nascita  | Squadra |
| -- | ----------------- | ----- | ---------------- | ------- |
| -  | Mieke Moyaert     | All   | -                | -       |
| 1  | Tijl Van Looveren | P     | 1º febbraio 2003 | -       |
| 3  | Senne Gifford     | C     | 21 maggio 2003   | -       |
| 5  | Basil Dermaux     | S     | 2003             | -       |
| 7  | Ferre Reggers     | S     | 18 luglio 2003   | -       |
| 8  | Jasper Verhamme   | C     | 18 marzo 2004    | -       |
| 9  | Antony Moga       | P     | 2004             | -       |
| 10 | Jippe Schroeven   | L     | 4 marzo 2003     | -       |
| 11 | Sietse De Bruyn   | S     | 8 marzo 2004     | -       |
| 12 | Kobe Verwimp      | L     | 13 gennaio 2005  | -       |
| 13 | Sibren Peters     | L     | 4 luglio 2003    | -       |
| 16 | Lennert Beelaert  | S     | 19 giugno 2003   | -       |
| 17 | Simon Vlahovic    | C     | 2003             | -       |

## Bielorussia
| N° | Nome                   | Ruolo | Data di nascita   | Squadra |
| -- | ---------------------- | ----- | ----------------- | ------- |
| -  | Aliaksei Kavaliou      | All   | -                 | -       |
| 3  | Uladzislau Tamasheuski | P     | 30 giugno 2004    | -       |
| 4  | Hleb Azaranka          | C     | 3 luglio 2003     | -       |
| 5  | Arseniy Palonski       | S     | 18 settembre 2003 | -       |
| 7  | Aliaksei Ilkevitch     | O     | 13 marzo 2003     | -       |
| 8  | Aliaksei Makhtsei      | S     | 27 novembre 2003  | -       |
| 10 | Vadzim Yakutsevich     | S     | 2004              | -       |
| 11 | Maksim Trotski         | O     | 1º giugno 2003    | -       |
| 12 | Ilya Baryla            | C     | 4 dicembre 2003   | -       |
| 13 | Uladzislau Novikau     | L     | 19 febbraio 2003  | -       |
| 14 | Ivan Dzialendzik       | S     | 22 marzo 2003     | -       |
| 17 | Dzmitry Achapouski     | P     | 18 settembre 2003 | -       |
| 21 | Yauheni Sych           | C     | 26 agosto 2003    | -       |

## Bulgaria
| N° | Nome               | Ruolo | Data di nascita  | Squadra             |
| -- | ------------------ | ----- | ---------------- | ------------------- |
| -  | Martin Stoev       | All   | -                | -                   |
| 1  | Borislav Nikolov   | P     | 7 giugno 2003    | -                   |
| 3  | Lazar Bouchkov     | C     | 12 maggio 2004   | -                   |
| 4  | Erik Stoev         | S     | 10 aprile 2003   | Slivnishki Geroy    |
| 6  | Venislav Antov     | O     | 2004             | -                   |
| 7  | Hristiyan Velikov  | L     | 20 giugno 2003   | -                   |
| 9  | Vladimir Garkov    | S     | 2 ottobre 2003   | Levski Sofia        |
| 10 | Stoil Palev        | P     | 21 maggio 2003   | Levski Sofia        |
| 11 | Aleksandăr Nikolov | S     | 30 novembre 2003 | Levski Sofia        |
| 12 | Georgi Tatarov     | S     | 10 maggio 2003   | -                   |
| 13 | Ivaylo Damyanov    | C     | 11 gennaio 2003  | Marek Junion-Ivkoni |
| 14 | Kaloyan Valchinov  | L     | 2004             | -                   |
| 15 | Viktor Bodurov     | C     | 7 luglio 2003    | Slavia Sofia        |

## Germania
| N° | Nome              | Ruolo | Data di nascita | Squadra         |
| -- | ----------------- | ----- | --------------- | --------------- |
| -  | Dominic von Känel | All   | -               | -               |
| 1  | Djifa Amedegnato  | P     | 2003            | -               |
| 2  | Simon Kohn        | L     | 2004            | -               |
| 4  | Milan Kvržić      | P     | 2004            | -               |
| 5  | Philipp Herrmann  | C     | 31 gennaio 2003 | Friedrichshafen |
| 6  | Leonard Graven    | L     | 2004            | -               |
| 8  | Anton Jung        | S     | 2003            | -               |
| 10 | Ben-Simon Bonin   | S     | 3 gennaio 2003  | Friedrichshafen |
| 11 | Joscha Kunstmann  | C     | 2003            | -               |
| 12 | Linus Hüger       | S     | 2003            | -               |
| 15 | Patrick Rupprecht | S     | 2003            | -               |
| 18 | Malte Ullerich    | C     | 2003            | -               |
| 19 | Carl Möller       | C     | 2004            | -               |

## Italia
| N° | Nome                 | Ruolo | Data di nascita  | Squadra            |
| -- | -------------------- | ----- | ---------------- | ------------------ |
| -  | Vincenzo Fanizza     | All   | -                | -                  |
| 1  | Cosimo Balestra      | C     | 30 novembre 2003 | Green Francavilla  |
| 2  | Mattia Boninfante    | P     | 24 giugno 2004   | Treviso            |
| 3  | Gianluca Rossi       | C     | 14 marzo 2003    | Milano             |
| 4  | Marco Zoratti        | S     | 4 giugno 2003    | Colombo Genova     |
| 5  | Nicolò Volpe         | C     | 11 febbraio 2003 | Milano             |
| 6  | Gabriele Laurenzano  | L     | 12 giugno 2003   | Materdomini        |
| 7  | Francesco Quagliozzi | O     | 23 marzo 2003    | Roma 7             |
| 9  | Ranieri Truocchio    | S     | 12 marzo 2004    | Modena             |
| 11 | Luca Porro           | S     | 9 maggio 2003    | Colombo Genova     |
| 14 | Mattia Orioli        | S     | 23 marzo 2004    | Porto Robur Costa  |
| 15 | Matteo Staforini     | L     | 25 maggio 2003   | Diavoli Rosa       |
| 20 | Federico Bonacchi    | P     | 8 aprile 2004    | Powervolley Milano |

## Polonia
| N° | Nome              | Ruolo | Data di nascita  | Squadra |
| -- | ----------------- | ----- | ---------------- | ------- |
| -  | Michał Bąkiewicz  | All   | 22 marzo 1981    | -       |
| 2  | Kamil Szymendera  | S     | 30 aprile 2003   | -       |
| 3  | Maksym Kędzierski | L     | 13 marzo 2003    | -       |
| 4  | Kacper Pakos      | P     | 25 giugno 2003   | -       |
| 6  | Jakub Olszewski   | S     | 30 gennaio 2003  | -       |
| 7  | Kajetan Kubicki   | P     | 9 febbraio 2003  | -       |
| 8  | Tytus Nowik       | S     | 10 gennaio 2003  | -       |
| 9  | Mateusz Kufka     | C     | 2003             | -       |
| 11 | Piotr Śliwka      | S     | 3 giugno 2003    | -       |
| 14 | Kuba Hawryluk     | L     | 8 settembre 2003 | -       |
| 16 | Mateusz Nowak     | C     | 2004             | -       |
| 21 | Kacper Ratajewski | S     | 2003             | -       |
| 22 | Jakub Gaweł       | C     | 2003             | -       |

## Rep. Ceca
| N° | Nome             | Ruolo | Data di nascita   | Squadra |
| -- | ---------------- | ----- | ----------------- | ------- |
| -  | Jan Svoboda      | All   | -                 | -       |
| 2  | Richard Struska  | L     | 2004              | -       |
| 4  | Daniel Fabikovič | S     | 23 agosto 2004    | -       |
| 5  | Rudolf Stieber   | O     | 26 luglio 2003    | -       |
| 8  | Ondřej Roman     | P     | 2004              | -       |
| 9  | Jakub Klajmon    | C     | 20 febbraio 2003  | -       |
| 11 | Simon Bryknar    | P     | 12 settembre 2003 | -       |
| 12 | David Kollátor   | O     | 15 gennaio 2003   | -       |
| 13 | Jan Jirásek      | S     | 11 marzo 2003     | -       |
| 15 | Tomas Bukacek    | C     | 18 giugno 2003    | -       |
| 17 | Jakub Pelikán    | O     | 2004              | -       |
| 18 | Jakub Ureš       | S     | 18 febbraio 2003  | -       |
| 20 | Lukáš Tóth       | C     | 2005              | -       |

## Turchia
| N° | Nome               | Ruolo | Data di nascita | Squadra  |
| -- | ------------------ | ----- | --------------- | -------- |
| -  | Ali Yılmaz         | All   | -               | -        |
| 1  | Doğan Karakoç      | S     | 4 giugno 2005   | -        |
| 2  | Muhammed Aray      | L     | 2 gennaio 2003  | -        |
| 3  | Hilmi Şahin        | P     | 1º gennaio 2003 | -        |
| 4  | Alper Ayar         | S     | 23 luglio 2003  | -        |
| 5  | Selman Ateş        | S     | 2004            | -        |
| 7  | Batuhan Aydın      | S     | 2003            | -        |
| 9  | Özgür Karababa     | C     | 2003            | -        |
| 12 | Yiğit Savaş Kaplan | O     | 2004            | -        |
| 13 | Burak Sağlam       | P     | 2003            | -        |
| 14 | Aykut Gedik        | S     | 5 agosto 2003   | -        |
| 16 | Berk Dilmenler     | S     | 29 luglio 2004  | Bursa BB |
| 17 | Can Koç            | O     | 29 aprile 2003  | -        |